# Рагби савез Енглеске
Рагби савез Енглеске спортска је организација из Енглеске која управља рагбијем 7, 10 и 15 на територији Енглеске. Покровитељ Рагби савеза Енглеске и рагби јунион игре у Енглеској, је Њено Краљевско Величанство Кетрин, принцеза од Велса.

## Историја
Рагби савез Енглеске је основан 1871. Ово је први национални рагби савез на Свету. Енглеска и Шкотска одиграли су прву тест утакмицу 1871.
У улици "Реџент стрит" у Лондону, у ресторану "Пал мал", основан је Рагби савез Енглеске у присуству 21 представника рагби 15 клуба. 

## Бројеви и статистика
Данас у Енглеској има преко 2 500 000 регистровани играча рагбија 15, преко 2 000 аматерских и професионалних рагби 15 клубова, 11 рангова домаћег, енглеског, клупског рагби 15 такмичења.

## Патрони, мецене и покровитељи
- Краљина Елизабета Друга 1952.-2016.
- Принц Хари[3] 2016.-2021.
- Принцеза Кетрин 2022.-

## Грб и символика
На грбу енглеског рагби савеза, јесте символ енглеског рагбија 15 црвена ружа. 

## Репрезентације Енглеске
- Рагби 7 репрезентација Енглеске
- Рагби 15 репрезентација Енглеске[4]
- Млада рагби 15 репрезентација Енглеске за играче до 20 година
- Млада рагби 15 репрезентација Енглеске за играче до 18 година

## Домаће такмичење, првенство Енглеске
Домаће такмичење Енглеске у рагбију 15, подељено је у 11 нивоа, рангова.
- Премијершип - 1
- Чемпионшип - 2
- Национална лига 1 - 3
- Национална лига 2 - 4
- Регионална лига 1 - 5
- Регионална лига 2 - 6
- Грофовијска лига 1 - 7
- Грофовијска лига 2 - 8
- Грофовијска лига 3 -9
- Грофовијска лига 4 - 10
- Грофовијска лига 5 - 11

## Управни одбор
- Председник - Господин Томас Сегун Луб

## Званична интернет презентација
- Званични сајт